# Hiệp hội bóng đá Lesotho
Hiệp hội bóng đá Lesotho (tiếng Anh: Lesotho Football Association) là tổ chức quản lý, điều hành các hoạt động bóng đá ở Lesotho. Hiệp hội quản lý đội tuyển bóng đá quốc gia Lesotho, tổ chức các giải bóng đá như vô địch quốc gia và cúp quốc gia. Hiệp hội bóng đá Lesotho gia nhập FIFA và CAF cùng năm 1964.